# فيل هاردينغ (عالم إنسان)
فيل هاردينغ (بالإنجليزية: Phil Harding)‏ هو عالم إنسان بريطاني، ولد في 25 يناير 1950 في أكسفورد في المملكة المتحدة.

## وصلات خارجية
- فيل هاردينغ على موقع IMDb (الإنجليزية)
- فيل هاردينغ على موقع قاعدة بيانات الفيلم (الإنجليزية)